# Charles Denis Bourbaki
Charles Denis Sauter Bourbaki (Pau, 1816. április 22. – Bayonne, 1897. szeptember 22.) francia tábornok.

## Életútja
Apja még görög ezredes volt, aki az 1827-es görög szabadságharcban esett el. Bourbaki a francia saint-cyri katonaintézetben nyert kiképzést, 1836-ban hadnagyként egy a Francia Idegenlégió kötelékébe tartozó zuáv-ezredhez került. Katonai pályája csúcsát jelentette, hogy 1854-ben tábornokká lépették elő. Szolgálati idejét többnyire Algériában töltötte. A krími háborúban az Alma és Inkjerman mellett vívott csatákban és a Malakov ostrománál, az 1859-es hadjáratban pedig a solferinói csatában tűnt ki.
1870-ben a nagy porosz–francia háborúban ő vezette a császári gárdát, melynek élén részt vett az augusztus 14., 16. és 18-ai Metz környékén vívott csatákban. Ezek lezajlása után François Achille Bazaine-nel együtt őt is Metzbe szorították. Október elején a porosz király engedelmével Eugénia császárnét kereste fel Chiselhurstben, hogy vele béketárgyalásokat folytasson. Célt nem érvén, visszatért Tours-ba és átvette az úgynevezett Északi hadsereg parancsnokságát. E tisztségéről azonban Gambettával való viszálya miatt hamarosan lemondott. December elején a Bourges mellett összpontosított Loire-hadsereg élére állították. Feladata volt Belfort-t felmenteni és a német haderőnek összeköttetését a Rajnával megszakítani. Január 9-én ütközött meg August von Werder tábornok hadtestével Villersexel mellett, azonban a 15-17-én megújult és mindkét részről elkeseredetten folytatott csata után Bourbaki kénytelen volt Lyon felé meghátrálni, ámde Pontarlier mellett a poroszok déli hadserege útját állta. Bazaine felismerte, hogy kifáradt, kiéhezett és a hidegtől gyötört hadserege további ellenállásra képtelen, és attól tartott, őt magát is árulónak fogják tekinteni. Elkeseredésében pisztolylövéssel akart életének véget vetni. Január 27-én súlyosan megsebesült, de életben maradt. Amíg Bourbaki élet-halál között lebegett, seregének tetemes része, Justin Clinchant tábornok vezetésével mégis elérte a svájci határt.
Bourbaki felépülése után 1871 július havában a 6., 1873-ban pedig a 14. hadtest parancsnokságát kapta meg. 1883-ban rendelkezési állományba helyezték.

## Kapcsolódó szócikk
- Bourbaki-csoport